# Neotangia caribea
Neotangia caribea är en insektsart som beskrevs av Ronald Gordon Fennah 1945. Neotangia caribea ingår i släktet Neotangia och familjen Tropiduchidae. Inga underarter finns listade i Catalogue of Life.